# Sculptariidae
Sculptariidae is een familie van weekdieren uit de klasse van de Gastropoda (slakken).

## Geslacht
- Sculptaria Pfeiffer, 1855